# Drosophila neosaltans
Drosophila neosaltans är en tvåvingeart som beskrevs av Crodowaldo Pavan och Magalhaes 1950. Drosophila neosaltans ingår i släktet Drosophila och familjen daggflugor.
Artens utbredningsområde är Brasilien.